# Turati
Turati – stacja metra w Mediolanie, na linii M3. Znajduje się na via Filippo Turati, w Mediolanie i zlokalizowana jest pomiędzy stacjami Repubblica i Montenapoleone. Została otwarta w 1990.